# Залозцы
Залозцы (до 1992 года — Заложцы; укр. Залізці) — посёлок в Тернопольском районе Тернопольськой области Украины. Административный центр Залозецкой поселковой общины.

## Географическое положение
Посёлок Залозцы находится на берегу реки Серет, выше по течению на расстоянии в 1 км расположены сёла Гаи-Ростоцкие и Чистопады, ниже по течению на расстоянии в 1,5 км расположено село Ренев. На реке несколько запруд.
Через посёлок проходят автомобильные дороги Р-39 и Т-2013.

## История
- 1483 год — дата основания.

В январе 1989 года численность населения составляла 2730 человек.
По состоянию на 1 января 2013 года численность населения составляла 2735 человек.
До 2020 года входил в Зборовский район.

## Экономика
- Залозецкий спиртовой завод[5]
- Рыбхоз.
- Пищекомбинат.
- Кирпичный завод.
- Галантерейная фабрика.

## Объекты социальной сферы
- Школа.
- Детский сад.
- Музыкальная школа.
- Детско-юношеская спортивная школа.
- Дом культуры.
- Больница.

## Исторические достопримечательности
- Замок — в 1516 году Мартин Каменецкий, построил в городе замок. Построен из песчаника. В настоящее время представляет собой руины.
- Покровская церковь (греко-католическая). Бывший костёл Святого Лаврентия ордена августинцев.
- Костёл Святого Антония
- Костёл Непорочного Зачатия Пресвятой Девы Марии.
- Церковь Святой Троицы.
- Бункер времён Первой мировой войны. Построен властями Австро-Венгрии.

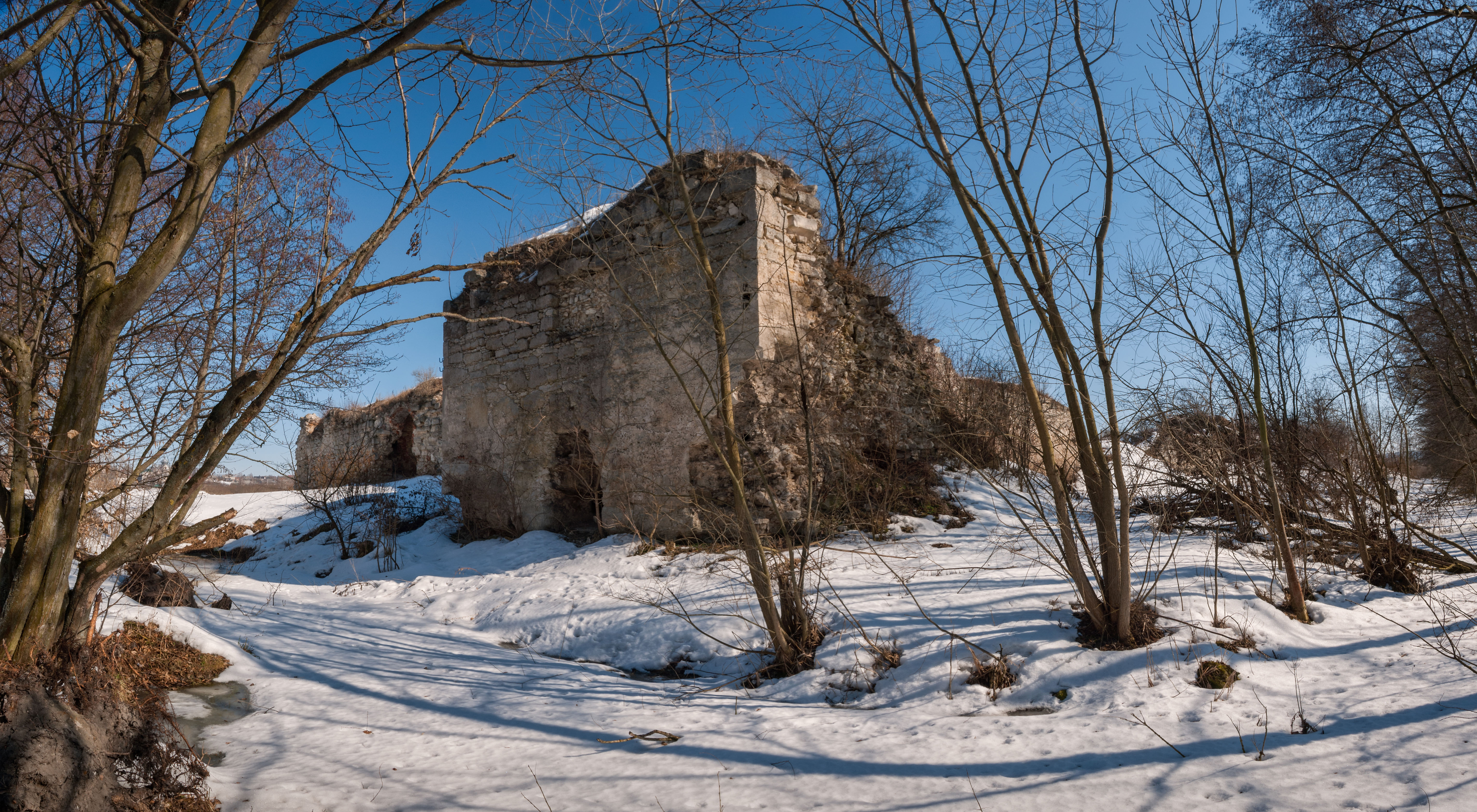
Руины замка
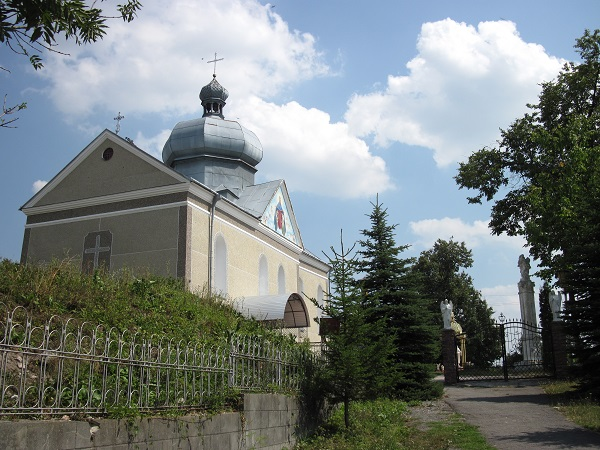
Покровская церковь
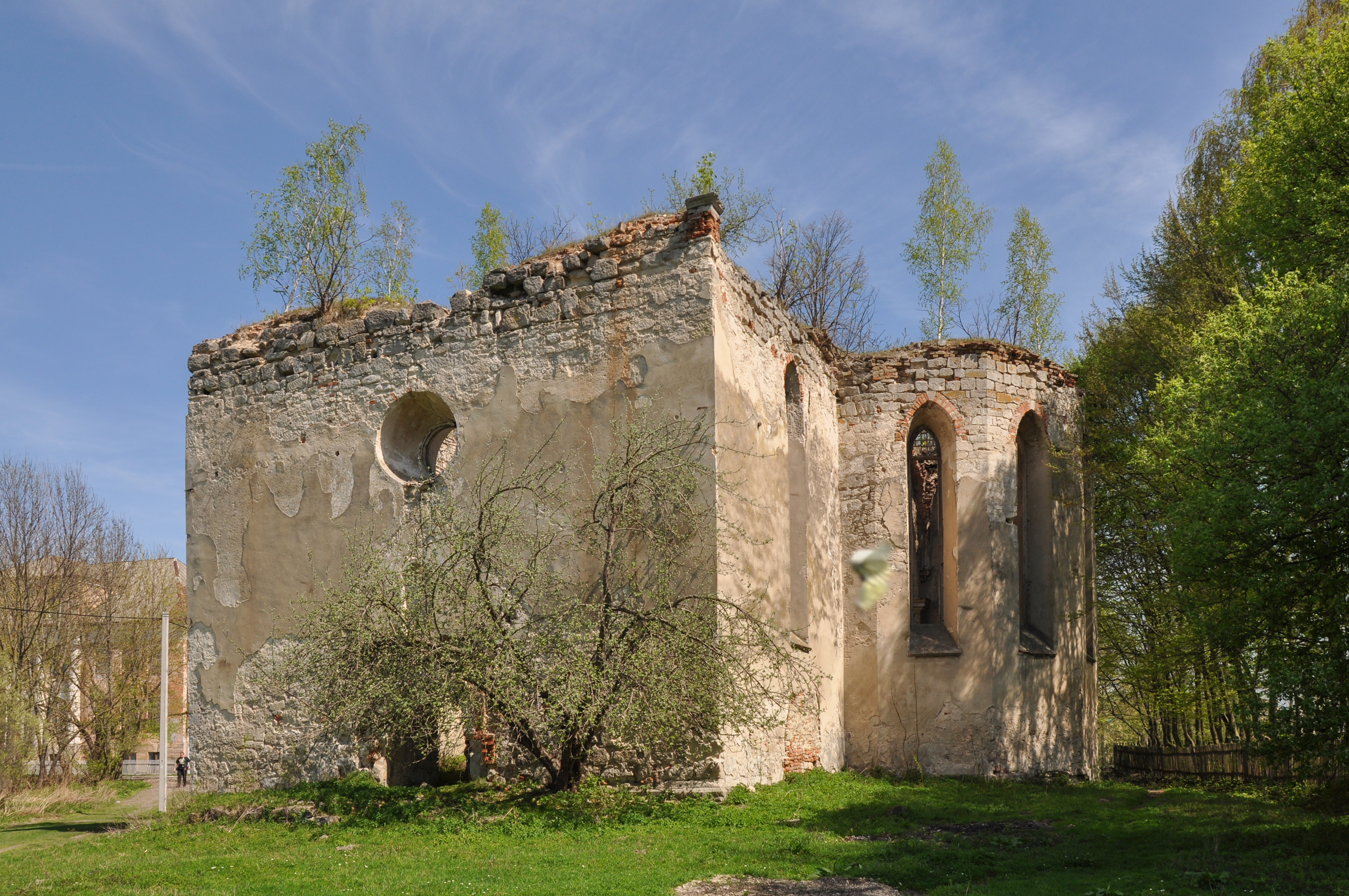
Костёл Святого Антония
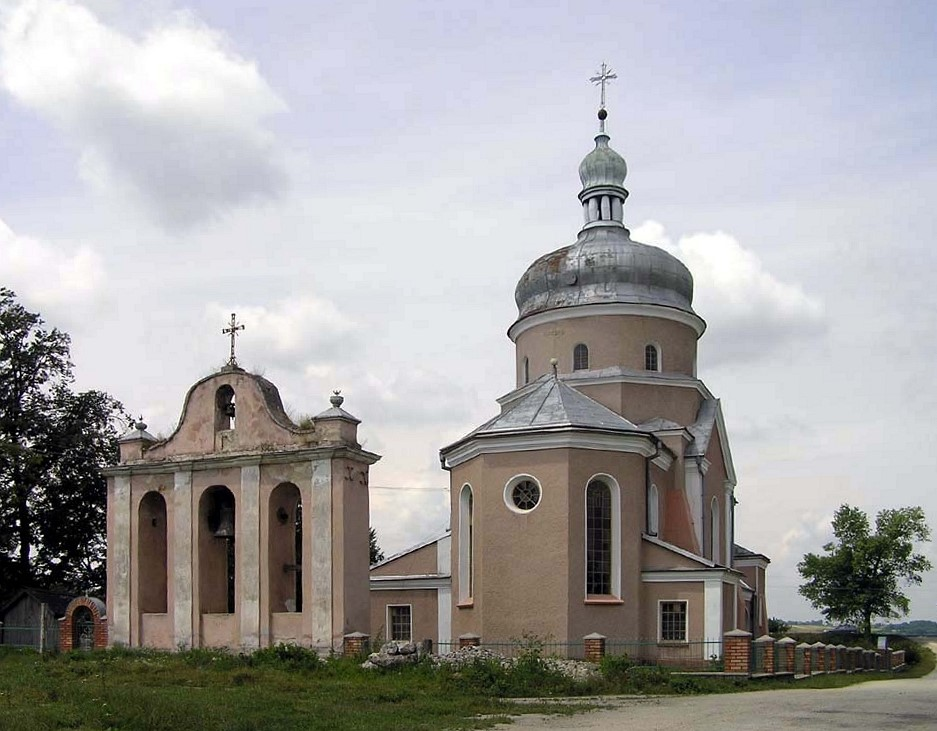
Церковь Святой Троицы

## Известные уроженцы
- Казецкая, Мария (1880—1938) — польская поэтесса, прозаик, культурный и общественный деятель.
- Петр Боярский, (28 мая 1973 г — 17 ноября 1993 г), иерей, православный священник Запорожской Епархии.